# تدا اسکاچپول

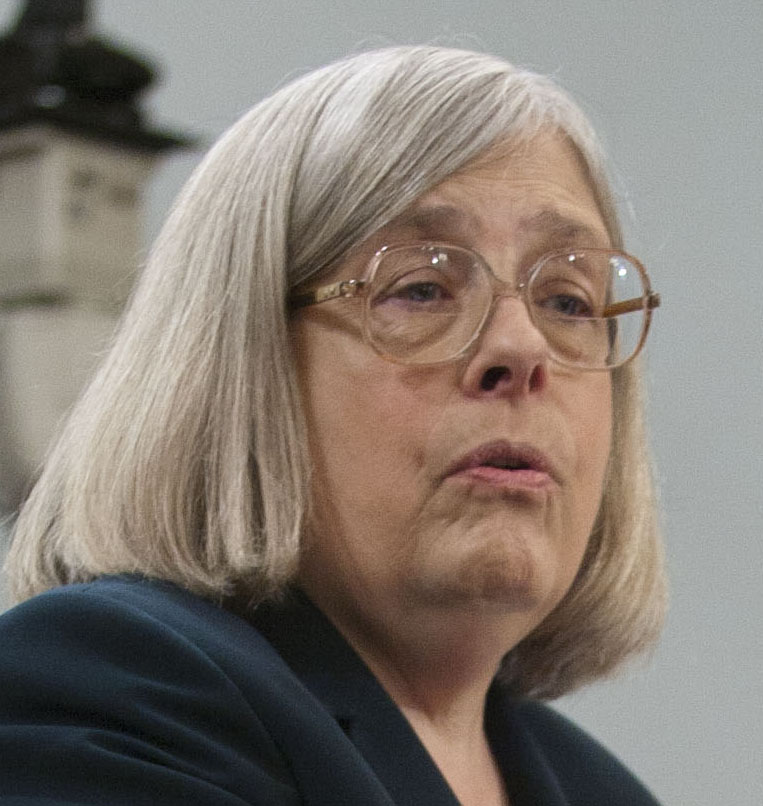
تدا اسکاچپول، جامعه‌شناس اهل آمریکا - ۲۰۱۲

تدا اسکاچپول (به انگلیسی: Theda Skocpol) (متولد ۴ مه ۱۹۴۷) جامعه‌شناس و دانشمند علم سیاست اهل آمریکا است که در حال حاضر استاد دولت و جامعه‌شناسی در دانشگاه هاروارد است. او شخصیتی بسیار تأثیرگذار هم در جامعه‌شناسی و هم در علوم سیاسی است. او بیشتر به عنوان مدافع رویکردهای تاریخی- نهادی و تطبیقی و همچنین «نظریه خودمختاری دولتی» شناخته می‌شود. او به‌طور گسترده‌ای هم برای مخاطبان عادی و هم دانشگاهی قلم‌فرسایی کرده‌است. وی رئیس انجمن علوم سیاسی آمریکا و انجمن تاریخ علوم اجتماعی بوده‌است.
در جامعه‌شناسی تاریخی، آثار و آرای اسکاکپول با مکتب ساختارگرا همخوانی دارد. به عنوان مثال، او استدلال می‌کند انقلاب‌های اجتماعی را می‌توان با توجه به ارتباط آن‌ها با ساختارهای خاص جوامع کشاورزی و دولت‌های مرتبط با آنها به بهترین شکل توضیح داد. چنین رویکردی با رویکردهای «رفتارگرایانه‌تر» که تمایل دارند بر نقش «جمعیت‌های انقلابی»، «روان‌شناسی انقلابی» و/یا «آگاهی انقلابی» به‌عنوان عوامل تعیین‌کننده فرآیندهای انقلابی تأکید کنند، بسیار متفاوت است.
کتاب دولت‌ها و انقلاب‌های اجتماعی او در سال ۱۹۷۹ در تحقیقات انقلاب‌ها بسیار تأثیرگذار بود و پارادایم جدیدی را به وجود آورد.
این کتاب در ایران با همین نام و با ترجمه سید مجید روئین‌تن ترجمه و منتشر شده‌است.